# Котини
Котините или готини (на латински: Cotini, Gotini) са келтско племе, живяло през римското време на териториите на Судетите в днешните Чехия и Полша. Тацит ги нарича отини.
Те плащали трибути на квадите и сарматите. Споменати са през Маркоманската война.